# راندي آيرلادند
راندي آيرلادند هو لاعب هوكي الجليد كندي، ولد في 5 أبريل 1957 في Rosetown, Saskatchewan ‏ في كندا.

## وصلات خارجية
- راندي آيرلادند على موقع دوري الهوكي الوطني (الإنجليزية)
- راندي آيرلادند على موقع EliteProspects.com (الإنجليزية)
- راندي آيرلادند على موقع HockeyDB.com (الإنجليزية)